# Dirk Pieters
Dirk Pieters (Brakel, 31 december 1954) is een voormalig Belgisch politicus voor CD&V. Van 1995 tot 2018 was hij burgemeester van de stad Halle.

## Levensloop
Dirk Pieters behaalde in 1977 een licentiaat Economische Wetenschappen aan de Katholieke Universiteit Leuven. Nadien behaalde hij in 1978 een Maîtrise en Sciences Economiques aan de UCL en in 1979 een Master of Arts in Economics aan de University of Sussex in Groot-Brittannië.
Van 1979 tot 1984 begon Pieters zijn carrière als assistent op het Departement Economie van de Katholieke Universiteit Leuven, toegevoegd aan professor Mark Eyskens. Nadien werkte hij in 1984 als tijdelijk kaderlid op het departement fiscale zaken bij het Internationaal Monetair Fonds in Washington en was hij van 1984 tot 1985 attaché op de dienst Inspectie van Nationale Bank van België en van 1985 tot 1995 economisch expert bij het Planbureau. Pieters doceerde ook van 1988 tot 1993 Internationale Economie aan de VLEKHO en van 1993 tot 1994 Micro- en Macro-economie aan het EHSAL en Publieke Financiën aan de School der Militaire Administrateurs. Van 1988 tot 1992 was hij tevens adviseur op het kabinet van Vlaams minister Hugo Weckx.
In 1988 werd hij voor de CVP verkozen tot gemeenteraadslid van Halle. Van 1989 tot 1994 was hij eerste schepen van de stad, bevoegd voor openbare werken, ruimtelijke ordening, patrimonium, landbouw, leefmilieu en informatie. Van 1995 tot 2018 was hij gedurende vier bestuursperiodes burgemeester van Halle. Onder impuls van Pieters werd het treinverkeer door Halle ondertunneld en werden ingrijpende stadsvernieuwingsprojecten gerealiseerd, zoals de aanleg van de Misiabrug over het kanaal, het stedelijke zwembad ‘Hallebad’, de bouw van het AZ Sint-Mariaziekenhuis, de aanleg van het industrieterrein 'Dassenveld' en de woonprojecten Nederhem, Zennepoort en Molenborre-Arkenvest. Na afloop van zijn burgemeesterschap kreeg Pieters in 2019 de titel van ereburgemeester.
Van 1995 tot 2003 zetelde Dirk Pieters ook als federaal volksvertegenwoordiger in de  Kamer van volksvertegenwoordigers Hij was er vooral actief in de commissies van Financiën en Infrastructuur en was voorzitter van de subcommissie Rekenhof. 
In 2023 en 2024 was Dirk Pieters voorzitter van de woonmaatschappij Woonpunt Zennevallei. Sinds 2024 is hij bestuurder van de vzw Solidum, een groep van 8 woonzorgcentra. In 2025 werd hij door de gemeenteraad van de stad Halle aangesteld als expert-lid van de GECORO (gemeentelijke commissie voor ruimtelijke ordening) voor de bestuursperiode 2025-2031.  